# Куля Бреннеке

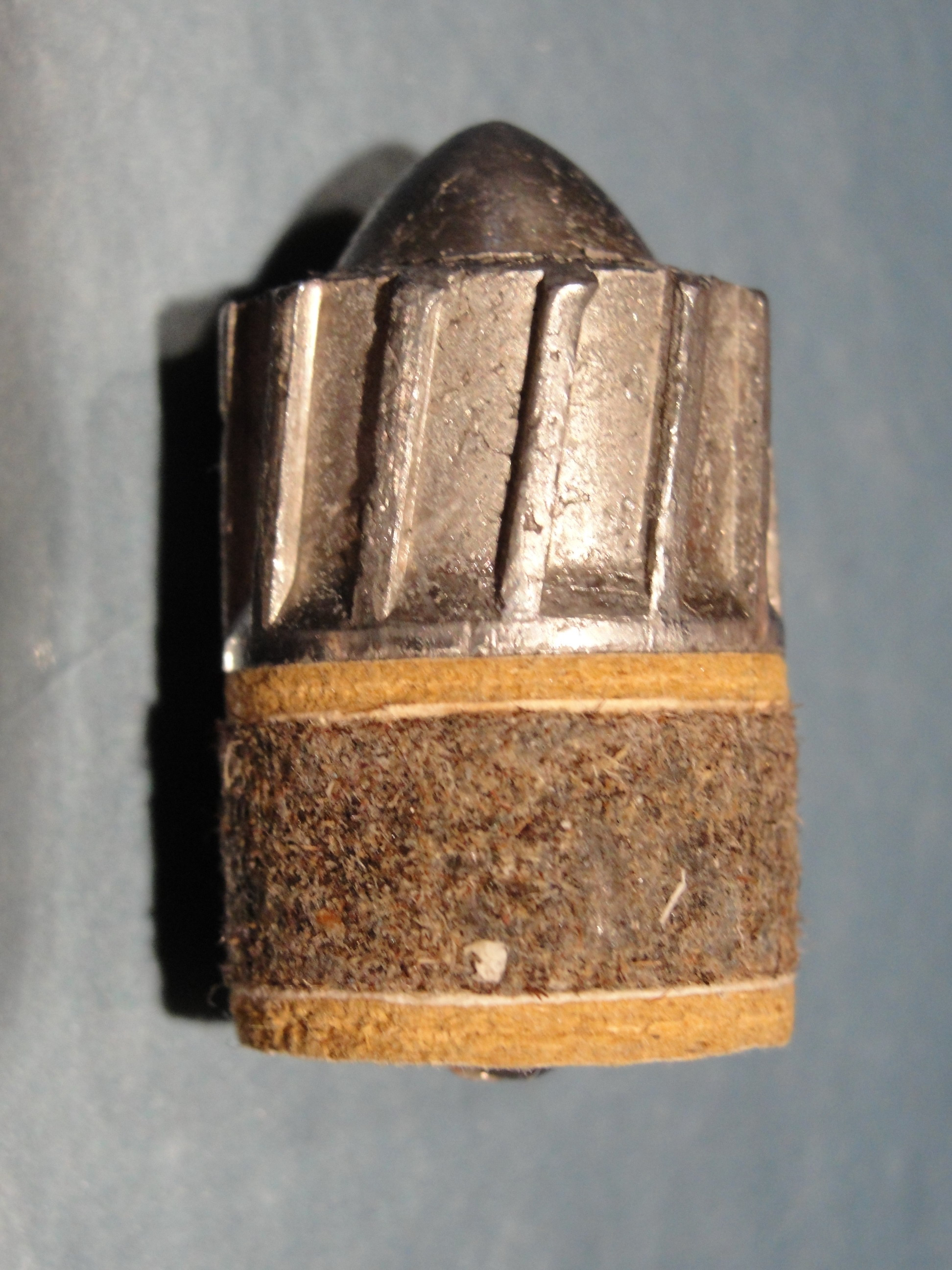
Куля Бреннеке класичного зразка з повстяним пижом-хвостовиком

Куля Бреннеке — одна з найпоширеніших в світі куль для гладкоствольної мисливської зброї. Розроблена на  початку XX століття німецьким зброярем-винахідником Вільгельмом Бреннеке.
Куля Бреннеке — один з характерних представників турбінно-стрілочного типу куль. Головна частина кулі — зі свинцю, на її бічній поверхні знаходяться похилі ребра. Ребра вельми тонкі; вони легко зминаються при проходженні по стволу, чим забезпечують гарне центрування. Хвостовик кулі являє собою пиж (у перших варіантах, а часто і зараз — повстяний) завтовшки 10—12 мм, з'єднаний з головною частиною за допомогою болта.

## Історія створення
Куля була розроблена фірмою відомого німецького зброяра Вільгельма Бреннеке (1865—1951) в Лейпцигу. Патент на її винахід був виданий в 1898 році. Ніс кулі першої модифікації був практично пласким, проте потім став конічним. Випускалося кілька різних зразків (1915, 1930 років), поки в 1935 році вона не отримала свій класичний вигляд — в її конструкцію були внесені нові зміни, зокрема, число ребер збільшено з 6 до 12. Пізніші варіанти кулі, що з'явилися від 1970-х років, відрізняються звичайно формою хвостовика і його матеріалом (пластмаса). Кулі з пластмасовим хвостовиком відрізняються за масою і призначені для стрільби на різні відстані. Проте куля класичного зразка поширена, як і раніше, широко.
Цікаво, що компанія, заснована Вільгельмом Бреннеке, досі належить його прямим нащадкам і є одним з найбільших в світі виробників і розробників боєприпасів для стрілецької зброї.

## Особливості
У польоті куля веде себе не зовсім так, як розраховували конструктори — наявність зовнішніх похило-поздовжніх ребер дуже слабо сприяє її обертанню. Хвостовик, хоча і стабілізує кулю, трохи сповільнює її швидкість. Крім того, в момент проходження кулі через дулове звуження, ребра майже повністю зминаються, що надає їм невизначену асиметричну форму. Порушення обтічності кулі, викликане деформацією ребер, призводить до зниження швидкості польоту й погіршення бою.

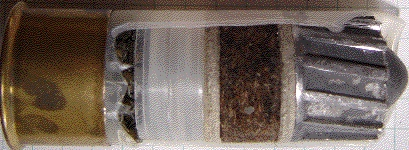
Патрон, споряджений кулею Бреннеке (частина пластмасової гільзи зрізана). Під кулю покладено пластмасовий пиж

Останні варіанти куль Бреннеке з пластмасовими стабілізаторами за конструктивним рішенням вважаються досконалішими. У них центр ваги розміщений ближче до вершини головної частини; ребра розташовані як на тілі, так і на хвостовику і загальна їх площа досить велика. Попри те, однією з головних переваг кулі є її висока купчастість і хороша стабілізація в польоті (вона слабо відхиляється, зачіпаючи за гілки і траву). Спроби застосування цієї кулі зі знятим хвостовиком призвели до різкого погіршення бою і посиленню віддачі.
Істотний недолік кулі Бреннеке — велика складність виготовлення через складну форму й використання спеціальних компонентів (болт, який стягує пиж-стабілізатор, має бути певної форми). Навіть при незначних вадах бій цієї кулею різко погіршується. Навіть виготовлені промислово, а не кустарно, кулі можуть бути дуже поганої якості й мати абсолютно незадовільний бій.

## Застосування
У радянський час, коли куля Бреннеке була однією з куль, що виготовлялися промисловими підприємствами, саме її радили в 1960—1980-ті роки брати при спорядженні патронів підкаліберними кулями. Кулі Бреннеке класичного зразка за умови якісного виготовлення дають хорошу влучність на дистанції до 80 м. Кулі валового виробництва цілком прийнятні для стрільби до 50 м, вкладаючись на цій дистанції в коло 16-18 см.
Забійність кулі хороша, що дозволяє застосовувати її по всіх великих звірах Північної півкулі (лось, кабан, ведмідь і різні олені). В одному з американських каталогів 1967 року було сказано, що куля Бреннеке успішно використовувалася на полюваннях на великого звіра, навіть такого, як лев, тигр та буйвіл.

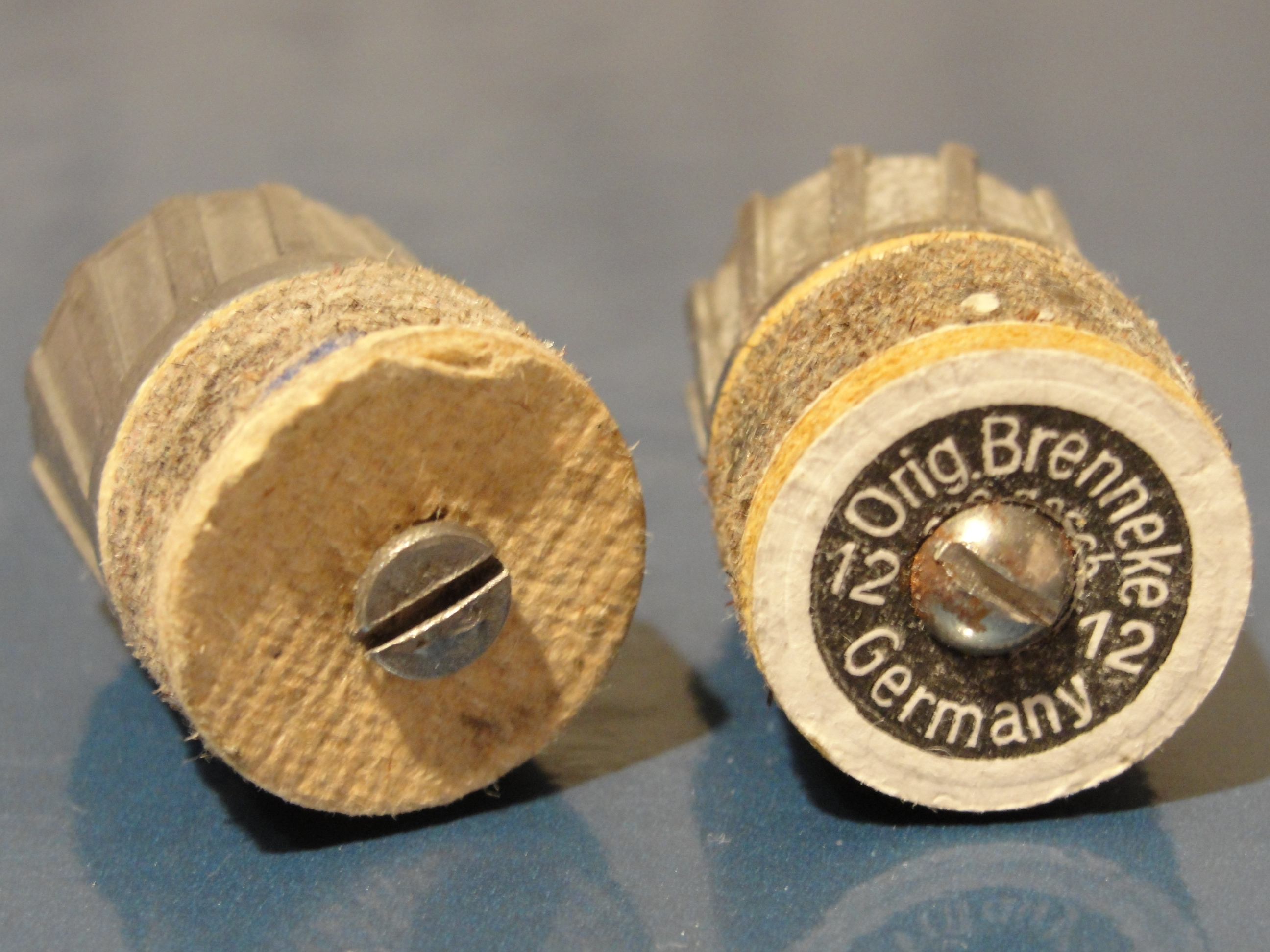
Зліва — куля Бреннеке неякісного кустарного виробництва, праворуч — фірмова, виробництва заводу Бреннеке (вид на хвостовик)

## Технічні характеристики
- Початкова швидкість кулі — 430 м/с[2] (при правильному фабричному спорядженні патрона).
- Дулова енергія кулі — 2500–2900 Дж для куль класичного зразка 12 і 16 калібру.
- Маса кулі 12 калібру — 30[1]-31,5 г.[2]
- Маса кулі 16 калібру — 24-25[1] і до 27 г.[2]
- Діаметр кулі 12 калібру по ребрах — 18,5 мм.[1]
- Діаметр кулі 16 калібру по ребрах — 17,0 мм.[1]